# Timo Noetzel
Timo Noetzel (* 1977 in Hamburg) ist ein deutscher Politikwissenschaftler.
Er war Mitarbeiter des Berliner Verfassungsschutzes und Manager bei den Unternehmensberatungen McKinsey und Accenture sowie Mitbegründer der Stiftung Neue Verantwortung. In der breiteren Öffentlichkeit bekannt geworden ist Noetzel im Zuge der Berateraffäre des Bundesverteidigungsministeriums ab dem Jahr 2017, bei der es um die Vergabe hochdotierter Verträge an externe Berater unter Nichtachtung geltender Vergabekriterien ging. Er ist in diesem Zusammenhang 2019 vom 1. Untersuchungsausschuss des Verteidigungsausschusses der 19. Wahlperiode des Deutschen Bundestages vernommen worden.

## Lebensweg
In den Jahren 1997 und 1998 absolvierte Noetzel ein Studium der Verwaltungswissenschaften an der Universität Konstanz. Im Jahr 2000 legte er die Prüfung zum B.A. (Hons) in Politics an der Queen’s University of Belfast ab, im Jahr 2002 zum M.Phil. in Politics an der University of Oxford.
Von 2003 bis 2006 war Noetzel Wissenschaftlicher Mitarbeiter im Deutschen Bundestag im Abgeordnetenbüro von Andreas Weigel (SPD). Gleichzeitig war er Mitarbeiter des Berliner Landesamtes für Verfassungsschutzes. Im Jahr 2005 nahm Noetzel an einem Seminar über Sicherheitspolitik an der Bundesakademie für Sicherheitspolitik teil. Im November 2006 schloss Noetzel sein Promotionsverfahren an der Universität von Oxford, Department of Politics and International Relations, bei Professor Hew Strachan, All Souls College (Oxford), und Dr Anne Deighton, Wolfson College (Oxford), als D.Phil. in Politics ab. In den Jahren 2006/2007 war Noetzel Fellow bei der Stiftung Wissenschaft und Politik (SWP) und im Chatham House, in den Jahren 2008/2009 Wissenschaftler der SWP in den Bereichen Sicherheitspolitik und Europa. Ab April 2008 übernahm Noetzel an der Universität Konstanz die Leitung einer Nachwuchsgruppe mit dem Themenschwerpunkt „Westliche Demokratien und moderne Protektorate“ im Rahmen des durch die Exzellenzinitiative geförderten Clusters „Kulturelle Grundlagen von Integration“. Ab 2008 und offenbar mindestens bis Mai 2010 war Timo Noetzel Co-Leiter der Forschungsgruppe „Konfliktgeneratoren“ an der Universität Konstanz, gemeinsam mit Benjamin Schreer.
Noetzel war 2008 Gründungsmitglied Stiftung Neue Verantwortung, zusammen mit Lars Zimmermann und Tobias Leipprand, und blieb bis 2013 Vorstand dieser Stiftung. 2009 war Noetzel Leiter des Politik- und Analysestabs der 45. Münchner Sicherheitskonferenz und rechte Hand von deren Vorsitzendem Wolfgang Ischinger. Im Jahr 2013 zählte Noetzel zum Wahlkampf-Team des damaligen SPD-Kanzlerkandidaten Peer Steinbrück. Danach wechselte Noetzel als freier Mitarbeiter zur Unternehmensberatung McKinsey und ab 1. Juli 2015 war Noetzel bei Accenture tätig. Im Rahmen seiner Tätigkeit bei McKinsey lernte er auch die damalige Public-Sector Chefin Dr. Katrin Suder kennen.
Noetzel hat als Analyst und Berater unter anderem auch für die NATO gearbeitet.

## Noetzels Rolle in der Berateraffäre
In der Berateraffäre des damals von Bundesministerin Ursula von der Leyen geleiteten Bundesverteidigungsministeriums von Ende 2018/ Anfang 2019 ging es um die Vergabe hochdotierter Verträge an externe Berater unter Nichtachtung des Vergaberechts. Der 1. Untersuchungsausschuss des Verteidigungsausschusses der 19. Wahlperiode des Deutschen Bundestages untersuchte den Vorwurf von Günstlings- und Vetternwirtschaft bei der Vergabe lukrativer Beratungsaufträge, auch an die Unternehmensberatung Accenture, deren leitender Mitarbeiter Noetzel seit 1. Juli 2015 war. Nicht alle Vorwürfe richten sich gegen die Firma Accenture; auch Konkurrent McKinsey erhielt Aufträge des Ministeriums unter etwas dubiosen Vergabepraktiken.
Das Bundesverteidigungsministerium handelte ab Ende 2017 Verträge mit der Beratungsfirma Accenture aus, deren Geschäftsführer Timo Noetzel zu dieser Zeit war. Innerhalb von vier Jahren steigerte Noetzel Accentures Umsatz mit dem Kunden Bundeswehr von 459.000 Euro (2014) auf rund 20 Millionen Euro (2018).
In seinem Lebenslauf von Mai 2015 listete Noetzel zwölf unterschiedliche Beratungsposten bei der Bundeswehr auf: von „Berater des Spezialkräftestabs“ im Jahr 2007 bis zu „Strategieberater und Coach des Abteilungsleiters Planung“ seit Oktober 2014. Noetzel hatte mehrere Freunde und Duz-Bekanntschaften an einflussreichen Positionen im Bundesverteidigungsministerium.
So gab Noetzel beispielsweise an, „eine starke, vertrauenswürdige Beziehung“ zu dem im BMVg tätigen Bundeswehr-General Dieter Warnecke zu haben.
Vor dem Untersuchungsausschuss zur Berateraffäre sprach Timo Noetzel von seiner engen Freundschaft zu Gundbert Scherf (was dieser allerdings relativierte). Scherf wechselte im September 2014, gemeinsam mit seiner McKinsey-Kollegin Katrin Suder, von McKinsey ins Bundesverteidigungsministerium. Scherf vertrat Suder dort vorübergehend während ihrer Babypause; 2016 verließ er das Ministerium wieder und kehrte im Januar 2017 zu McKinsey zurück.
Zu Noetzels Bekanntschaften im Verteidigungsministerium zählten mit dem Bundeswehr-General Erhard Bühler und der Verteidigungsstaatssekretärin Katrin Suder auch zwei der zentralen Figuren der Berateraffäre.
Zu den Besonderheiten der Berateraffäre gehörte auch der Accenture interne Blog von Noetzel (für alle >500.000 Mitarbeiter von Accenture einsehbar). Hierin brüstete sich Noetzel mit seinen exzellenten Kontakten in allen Ebenen der Bundeswehr und besonders im Bundesministerium der Verteidigung sowie in die Rüstungsindustrie und stellte sich als großen „Dealmaker“ selbst dar. Für diese „prahlerische“ Darstellung entschuldigte sich Noetzel selbst in seinem Eingangsstatement bei seiner ersten Vernehmung im Parlamentarischen Untersuchungsausschuss.

### Bekanntschaft Noetzels mit General Erhard Bühler
Bühler war von 1. Oktober 2014 bis Ende 2018 Abteilungsleiter der Abteilung Planung im Bundesministerium der Verteidigung. Strategieberater und Coach des Abteilungsleiters Planung war seit Oktober 2014 Timo Noetzel.
Den Bundeswehr-General Erhard Bühler lernte Noetzel aber bereits acht Jahre früher, im Jahr 2006, kennen, als Noetzel eine wissenschaftliche Studie über Bundeswehreinsätze schrieb. Bühler übernahm Mitte 2010 das Kommando über die NATO-Truppen im Kosovo (KFOR). Noetzel wurde als dessen Berater zum Reserveoffizier mit dem zeitweiligen Dienstgrad Hauptmann ernannt.
Vor dem Untersuchungsausschuss bestritt Bühler zwar, mit Noetzel befreundet zu sein; immerhin war er aber Taufpate von Noetzels fünf Kindern.

### Bekanntschaft Noetzels mit Katrin Suder
Suder war von 2014 bis 2018 beamtete Staatssekretärin im Bundesministerium der Verteidigung, als Nachfolgerin von Stéphane Beemelmans auf dem Posten des für Rüstung zuständigen beamteten Staatssekretärs. Von der Leyen hatte die ehemalige McKinsey-Beraterin persönlich im August 2014 angeheuert. Zuvor war Suder (seit 2000) rund 14 Jahre lang Unternehmensberaterin bei McKinsey. Suder hatte auch ihren McKinsey-Kollegen Gundbert Scherf als Leiter der Abteilung Cyber- und Informationstechnik ins Bundesverteidigungsministerium geholt, um mit ihm gemeinsam ein neues Projektmanagement für Rüstungsvorhaben aufzusetzen.
Katrin Suder lernte Noetzel 2013 bei seiner Arbeit im Wahlkampfteam von Peer Steinbrück kennen. Sowohl Suder als auch Noetzel waren zeitweilig bei McKinsey tätig; sie freundeten sich an und unternahmen gemeinsame Familienausflüge.
Am 1. Juli 2015, nachdem seine McKinsey-Kollegin Suder Staatssekretärin geworden war, wechselte Noetzel von der Unternehmensberatung McKinsey zu deren Wettbewerber Accenture. Im Untersuchungsausschuss sagte Noetzel aus, dass er sich regelmäßig im Verteidigungsministerium mit der Staatssekretärin Katrin Suder getroffen habe. Bei sogenannten jour fixes habe Suder ihm „Feedback“ gegeben, in welchen Bereichen Accenture den „größten Mehrwert“ für das Verteidigungsressort liefern könne. Konkret habe Suder unter anderem vorgeschlagen, dass sich Accenture beim neuen IT-Abteilungsleiter vorstellt. Zwischen September 2017 und Januar 2018 nahm Suder an diversen Sitzungen zum Projekt „Produktlebenszyklusmanagement“ (PLM) teil, bei dem Accenture das Ministerium beriet. PLM soll dafür sorgen, dass Waffensysteme nicht mehr so oft ausfallen wie bisher. Zeitweise arbeiteten laut Noetzel bis zu 150 Berater von Accenture an PLM. Der Auftrag wurde ohne Ausschreibung an diese Beratungsfirma vergeben. Im Untersuchungsausschuss erklärte ein Mitarbeiter des Wehrbeschaffungsamts, dass Accenture schon vor Vertragsschluss für das Ministerium in Sachen PLM tätig gewesen sei – nach seiner Kenntnis habe Suder den Auftrag dazu gegeben.

## Publikationen von Timo Noetzel (Listen/ Übersichten)
- Publikationen von Timo Noetzel im Katalog der Bibliothek der Technischen Universität Braunschweig: https://katalog.ub.tu-braunschweig.de/vufind/Search2/Results?lookfor=%22Noetzel%2C+Timo%22&type=Person&sort=year

- Publikationsliste von Timo Noetzel bei der Uni Konstanz, Stand: 2011: https://www.exc16.uni-konstanz.de/fileadmin/all/downloads/Noetzel-Liste-der-Publikationen-Deutsch.pdf

- Profilseite Timo Noetzel bei der Stiftung Wissenschaft und Politik (SWP) mit Stand vom 24. August 2010, in der Wayback-Machine von archive.org, https://web.archive.org/web/20100824051744/https://www.swp-berlin.org/forscher/forscherprofil.php?id=6412

## Mediale Rezeption
- Erstmalig in der Geschichte parlamentarischer Untersuchungsausschüsse des deutschen Bundestages wurde ein Untersuchungsausschuss durch einen tagesaktuellen Podcast begleitet, https://berateraffaere.de
- Im November 2021 veröffentlichte Thomas Deelmann eine 336 seitige Publikation als ausführliche schriftliche Dokumentation der gesamten Causa der Accenture-Suder-Noetzel-Berateraffäre im Erich Schmidt Verlag, ISBN 3-503-20597-7